# Erin (Wisconsin)
Erin es un pueblo ubicado en el condado de Washington en el estado estadounidense de Wisconsin. En el Censo de 2010 tenía una población de 3.747 habitantes y una densidad poblacional de 39,98 personas por km².

## Geografía
Erin se encuentra ubicado en las coordenadas 43°14′30″N 88°21′5″O / 43.24167, -88.35139. Según la Oficina del Censo de los Estados Unidos, Erin tiene una superficie total de 93.72 km², de la cual 92.7 km² corresponden a tierra firme y (1.09%) 1.02 km² es agua.

## Demografía
Según el censo de 2010, había 3.747 personas residiendo en Erin. La densidad de población era de 39,98 hab./km². De los 3.747 habitantes, Erin estaba compuesto por el 97.62% blancos, el 0.13% eran afroamericanos, el 0.32% eran amerindios, el 0.45% eran asiáticos, el 0.08% eran isleños del Pacífico, el 0.35% eran de otras razas y el 1.04% pertenecían a dos o más razas. Del total de la población el 1.6% eran hispanos o latinos de cualquier raza.